# Иссерода
Иссерода (нем. Isseroda) — община в Германии, в земле Тюрингия. 
Входит в состав района Веймар. Подчиняется управлению Грамметаль.  Население составляет 538 человек (на 31 декабря 2010 года). Занимает площадь 3,90 км².